# Chetogena tuomuerensis
Chetogena tuomuerensis är en tvåvingeart som beskrevs av Chao och Shi 1987. Chetogena tuomuerensis ingår i släktet Chetogena och familjen parasitflugor. Inga underarter finns listade i Catalogue of Life.